# Jonas Lagerström
Jonas Håkan Lagerström, född 13 juni 1988 i Huddinge församling, är en svensk stjärnkock, krögare och entreprenör.
Jonas Lagerström driver sedan 2018 restaurang Etoile i Vasastan i Stockholm tillsammans med Rakel Wennemo och Danny Falkeman. Restaurangen belönades i februari 2020 med en stjärna i Guide Michelin.
2022 startade och grundade Lagerström Stella Pizza med ambitionen och filosofin av att utmana pizzabranschen med ett mer hållbart pizzeriakoncept. Stella har sju aktiva enheter runt om Stockholmsområdet.
2023 öppnade trion även Restaurang Celeste på Södermalm som efter elva månader även den belönades med en Michelinstjärna.[källa behövs]
Lagerström är även tvåfaldigt segrare i TV4-programmet Kockarnas kamp: han korades till vinnare både i 2020 års upplaga  och i 2024 års upplaga som var en All stars-säsong med bara tidigare deltagare.
Åren 2013–2017 var Lagerström medlem i Svenska kocklandslaget och under åren 2006–2008 i Svenska juniorkocklandslaget. Lagerström har vid flera tillfällen varit en av de tävlande i Årets kock, senast i finalen 2019. År 2017 var han även kandidat inför uttagningen till Bocuse d'Or Sverige.